# Stanisław Sylwester Szarzyński
Stanisław Sylwester Szarzyński (* um 1670; † um 1713) war ein polnischer Komponist der Barockzeit.

## Leben
Über die näheren Lebensumstände des Zisterziensermönches Szarzyński ist wenig bekannt. Vermutlich war er mit der Stiftskirche von Łowicz verbunden, wo die meisten seiner Werke aufbewahrt werden. Wahrscheinlich war er ein entfernter Verwandter des Dichters Mikołaj Sęp Szarzyński und wurde auf dem Gebiet des ehemaligen Rotrutheniens geboren, wo sich das Gut Szarzyński befand.
Von seinen Kompositionen sind Kopien aus der Zeit zwischen 1692 und 1713 erhalten, darunter eine fünfstimmige Messe, Motetten für Singstimme, Violine und Basso continuo, ein Ave Regina, ein vierstimmiges Kompletorium (Schlußandacht), ein Geistliches Konzert für Tenor, zwei Violinen, Viola und Orgel, sowie weitere Konzerte. Ein einziges Instrumentalwerk, eine Triosonate ist überliefert.